# Lasha Silagava
Lasha Silagava (Georgisch: ლაშა სილაგავა) (27 februari 1976) is een Georgisch voormalig voetbalscheidsrechter. Hij was in dienst van FIFA en UEFA tussen 2002 en 2017. Ook leidde hij tot 2017 wedstrijden in de Erovnuli Liga.
Op 28 juli 2005 leidde Silagava zijn eerste wedstrijd in Europees verband tijdens een wedstrijd tussen Atlantas Klaipėda en Rhyl in de UEFA Cup; het eindigde in 3–2 in het voordeel van de Litouwers en de Georgische scheidsrechter trok viermaal een gele kaart en eenmaal een rode kaart. Zijn eerste interland floot hij op 25 februari 2006, toen Malta met 0–2 verloor van Moldavië. Silagava deelde tijdens deze wedstrijd drie gele kaarten uit.

## Interlands
| Datum             | Plaats                    | Wedstrijd                      | Uitslag | Competitie           | Kreeg geel | Kreeg voor de tweede keer geel en dus rood | Weggestuurd |
| ----------------- | ------------------------- | ------------------------------ | ------- | -------------------- | ---------- | ------------------------------------------ | ----------- |
| 25 februari 2006  | Attard, Malta             | Malta – Moldavië               | 0 – 2   | Vriendschappelijk    | 3          | 0                                          | 0           |
| 11 oktober 2006   | Andorra la Vella, Andorra | Andorra – Macedonië            | 0 – 3   | EK 2008 kwalificatie | 4          | 0                                          | 1           |
| 2 juni 2007       | Tirana, Albanië           | Albanië – Luxemburg            | 2 – 0   | EK 2008 kwalificatie | 2          | 0                                          | 0           |
| 19 november 2008  | Bakoe, Azerbeidzjan       | Azerbeidzjan – Albanië         | 1 – 1   | Vriendschappelijk    | 5          | 0                                          | 1           |
| 12 augustus 2009  | Jerevan, Armenië          | Armenië – Moldavië             | 1 – 4   | Vriendschappelijk    | 9          | 0                                          | 0           |
| 14 november 2012  | Jerevan, Armenië          | Armenië – Litouwen             | 4 – 2   | Vriendschappelijk    | 0          | 0                                          | 0           |
| 10 september 2013 | Marijampolė, Litouwen     | Litouwen – Liechtenstein       | 2 – 0   | WK 2014 kwalificatie | 1          | 0                                          | 0           |
| 17 november 2015  | Bakoe, Azerbeidzjan       | Azerbeidzjan – Moldavië        | 2 – 1   | Vriendschappelijk    | 6          | 0                                          | 0           |
| 4 juni 2017       | Jerevan, Armenië          | Armenië – Saint Kitts en Nevis | 5 – 0   | Vriendschappelijk    | 3          | 0                                          | 0           |
| 9 november 2017   | Jerevan, Armenië          | Armenië – Wit-Rusland          | 4 – 1   | Vriendschappelijk    | 5          | 0                                          | 0           |